# Филарет (Волошин)
Епи́скоп Филаре́т (в миру Ви́ктор Ви́кторович Воло́шин, укр. Віктор Вікторович Волошин; 3 сентября 1990, село Горонда, Закарпатская область) — епископ Украинской православной церкви, епископ Барышевский, викарий Бориспольской епархии.

## Биография
Родился 3 сентября 1990 года в селе Горонда Мукачевского района Закарпатской области УССР. В 2007 году окончил местную школу.
В 2007 года по окончании средней школы поступил в Киевскую духовную семинарию, которую окончил в 2011 года и поступил в Киевскую духовную академию. Во время обучения преподавал ряд богословских дисциплин на катехизаторских курсах при КДАиС, а также в Черниговской пенитенциарной исправительной колонии № 44.
В 2013 году одновременно поступил на подготовительный курс Русской духовной семинарии во Франции. В 2015 году окончил КДА. С 2016 году преподавал в Киевской духовной академии и семинарии. В 2017 году окончил Практическую школу высших исследований в Париже по специальности «Средиземноморская и Ближневосточная Античность: язык, история, религии».
2 января 2017 года в Дальних пещерах Успенской Киево-Печерской лавры ректором КДАиС митрополитом Бориспольским Антонием (Паканичем) пострижен в мантию с именем в честь святителя Филарета (Амфитеатрова), митрополита Киевского и Галицкого. 14 января 2017 года рукоположён в сан иеродиакона митрополитом Антонием (Паканичем). 22 октября 2017 года в Успенском соборе Киево-Печерской лавры рукоположён в сан иеромонаха митрополитом Киевским и всея Украины Онуфрием (Березовским).
29 сентября 2017 года в Практической школе высших исследований при Сорбонне (Париж) защитил магистерскую диссертацию «Диалог Вигилия Тапского против ариан, савеллиан и фотиниан. Введение, перевод и примечания» («Vigilius Thapsensis, Contra arianos, sabellianos et photinianos dialogus. Introduction, traduction et notes»), написанная под руководством профессора Практической школы высших исследований Мишеля-Ива Перрена. По результатам защиты за представленное исследование иеродиакон Филарет (Виктор Волошин) получил оценку «Très bien» или 16 из 20.
Перевёл свою работу на русский язык под названием «Полемика Вигилия Тапского с арианами в трактате „Диалог против ариан, савеллиан и фотиниан“: богословский и историко-филологический анализ» и защитил 26 декабря 2017 года в Киевской духовной академии, получив учёной степень кандидата богословия. Диссертация вышла в качестве монографии в январе 2023 года.
С 5 января по 8 июня 2018 года — и. о. проректора Киевской духовной академии по учебно-методической работе. С 8 июня 2018 по 12 августа 2024 года — проректор КДА по учебно-методической работе.
15 июня 2018 года в Успенском соборе Успенской Киево-Печерской лавры митрополитом Киевским и всея Украины Онуфрием награждён крестом с украшением. 9 ноября 2018 года в храме в честь преподобных Антония и Феодосия Киево-Печерской лавры митрополитом Онуфрием (Березовским) возведён в сан архимандрита.
25 января 2021 года назначен заведующим православно-катехизаторских курсов при КДАиС. 12 августа 2024 года назначен заведующим аспирантурой КДАиС.
24 декабря 2024 года решением Священного Синода УПЦ назначен епископом Барышевским, викарием Бориспольской епархии. 9 января 2025 года в Пантелеимоновом женском монастыре в Феофании состоялась его епископская хиротония, которую совершили: митрополит Онуфрий (Березовский), митрополит Бориспольский и Броварской Антоний (Паканич), митрополит Нежинский и Прилукский Климент (Вечеря), митрополит Черкасский и Каневский Феодосий (Снигирёв), архиепископ Яготинский Серафим (Демьянов), архиепископ Иванковский Кассиан (Шостак), архиепископ Белогородский Сильвестр (Стойчев), архиепископ Переяслав-Хмельницкий Дионисий (Пилипчук), архиепископ Згуровский Амвросий (Вайнагий), епископ Ирпенский Лавр (Березовский), епископ Бородянский Марк (Андрюк), епископ Батуринский Пантелеимон (Бащук).